# American Electric Power
Pour les articles homonymes, voir Power.
American Electric Power  ( NYSE : AEP ) est une société par actions américaine du secteur énergétique qui produit, transporte et distribue de l'électricité dans 11 États. AEP figure parmi les plus grands producteurs d'électricité du pays, avec environ 80 centrales d'une puissance installée totale de 39 000 mégawatts. Ses ventes d'électricité ont atteint 195 térawatts-heurse en 2009.
AEP distribue de l'électricité à 5,2 millions de clients dans les territoires de ses sept filiales: AEP Ohio, AEP Texas, Appalachian Power (en Virginie, Virginie-Occidentale et au Tennessee), Indiana Michigan Power, Kentucky Power, Public Service Company of Oklahoma et Southwestern Electric Power Company (en Arkansas, en Louisiane et dans l'est du Texas). Le siège social de l'entreprise est situé à Columbus, en Ohio.
L'entreprise exploite également le réseau de transport le plus étendu du pays, qui s'étend sur près de 39 000 mi (62 800 km). Son réseau comprend plus de lignes à 765 kilovolts que tous les autres réseaux américains réunis. Les lignes de transport d'AEP transmettent directement ou indirectement environ 10 pour cent de l'électricité dans l'Eastern Interconnection, le réseau électrique qui couvre 38 états de l'Est et du centre des États-Unis et de l'est du Canada. Son réseau transmet aussi 11 pour cent l'électricité dans le réseau ERCOT, qui couvre la plus grande partie du Texas. En 1953, American Electric Power a été la première entreprise à exploiter des lignes de transport à 345 kV.

## Activités

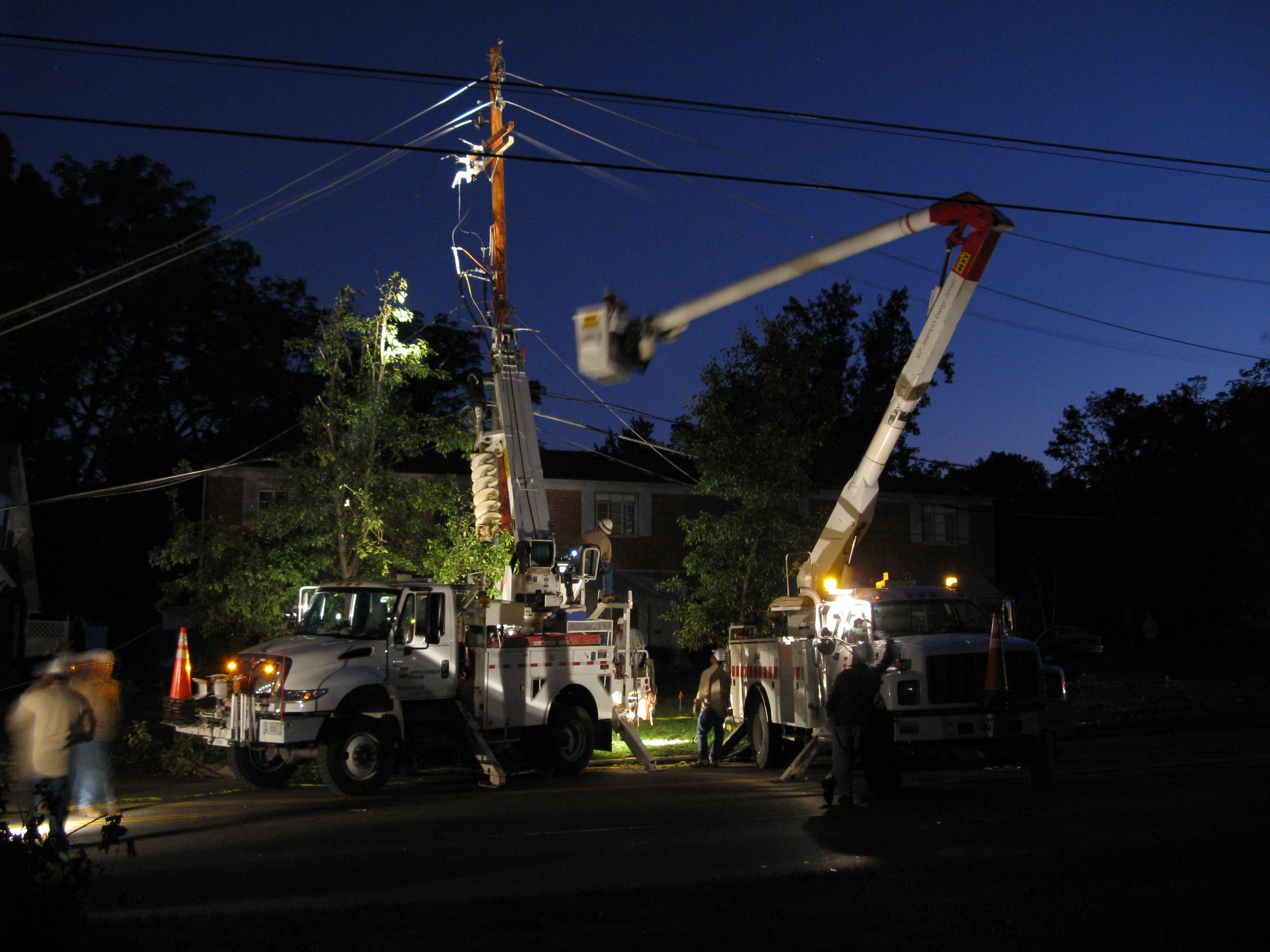
Des équipes d'AEP interviennent afin de rétablir le service après le passage de l'ouragan Ike, en 2008.

L' American Gas and Electric Company (AG&E) est formée en 1906 à partir de l' Electric Company of America.  Elle prend le nom d'American Electric Power en 1958 et fusionne avec la Central and Southwest Corporation en 2000. AEP est organisée en sept grandes divisions, chacune responsable d'une zone géographique déterminée:
- AEP Ohio, regroupant les activités d'Ohio Power et de Columbus Southern Power;
- AEP Texas, résultat d'une série de fusions d'entreprises d'électricité locales au Texas;
- Appalachian Power, qui dessert la Virginie-Occidentale et la Virginie;
- Michigan Indiana Power;
- Kentucky Power;
- Public Service Company of Oklahoma (PSO);
- Southwestern Electric Power Company (SWEPCO), active en Arkansas, en Louisiane et dans l'est du Texas.

Deux divisions de plus petite taille, la Wheeling Electric Power, active à Wheeling (Virginie-Occidentale), et Kingsport Electric Power, de Kingsport (Tennessee), sont exploitées comme des filiales de facto de AEP Ohio et de Appalachian Power, respectivement.
L'entreprise exploite également sa propre flotte de péniches, AEP River Operations (anciennement MEMCO Barge Line), et est un important propriétaire terrien dans les régions où elle exerce ses activités.

### Production d'électricité
Le charbon constitue la principale source d'énergie utilisée pour alimenter le parc de production d'AEP. En 2008, 66 % de la production de l'entreprise utilisait ce combustible, loin devant le gaz naturel (23 %), l'énergie nucléaire (6 %) et l'hydroélectricité (5 %).
AEP a récemment annoncé son intention de construire une centrale au charbon à cycle combiné à gazéification intégrée (IGCC), qui devrait réduire les émissions atmosphériques tout en augmentant sa production d'électricité, afin de répondre à la demande de ses clients.
AEP possède et exploite la centrale nucléaire de Donald C. Cook à Bridgman au Michigan.

#### Énergie solaire et éolienne
AEP entend intégrer des sources d'énergie solaire à son parc de production. Elle a récemment signé une entente d'achat avec Wyandot Solar LLC, qui exploite une grande centrale solaire à Upper Sandusky, en Ohio.
AEP exploite deux parcs éoliens, le Desert Sky Wind Farm et le Trent Wind Farm.

### Transport de l'électricité
En août 2008, American Electric Power a formé une coentreprise avec Duke Energy afin de construire de nouvelles lignes de transport électrique. En 2009, l'entreprise s'est associée à d'autres compagnies d'électricité afin de réaliser une  étude sur le transport l'énergie éolienne produite dans le haut Midwest vers les consommateurs des marchés de l'est du continent.

#### Projet PATH
AEP s'est s'associée à Allegheny Energy pour construire la ligne de transport Potomac-Allegheny (PATH), un projet évalué à 1,8 milliard de dollars. La technologie utilisée dans le cadre de ce projet permettra de réduire les émissions de CO2 de 380 000 tonnes annuellement. Il permettra également le transport d'électricité de sources renouvelables, comme l'énergie éolienne, solaire et hydroélectrique. Le projet devrait créer 5 700 emplois et verser des salaires de l'ordre de 420 millions de dollars par an.

### Électrification des transports
American Electric Power a ajouté 18 camions diesel hybrides International DuraStar à sa flotte de véhicules. L'entreprise s'est associée à Ford dans un projet d'intégration de système de communication destiné à la recharge des voitures électriques. Le système permet aux véhicules hybrides de communiquer avec les fournisseurs d'électricité afin de déterminer le lieu, la durée et le coût de la recharge du véhicule pendant un trajet.

## Environnement

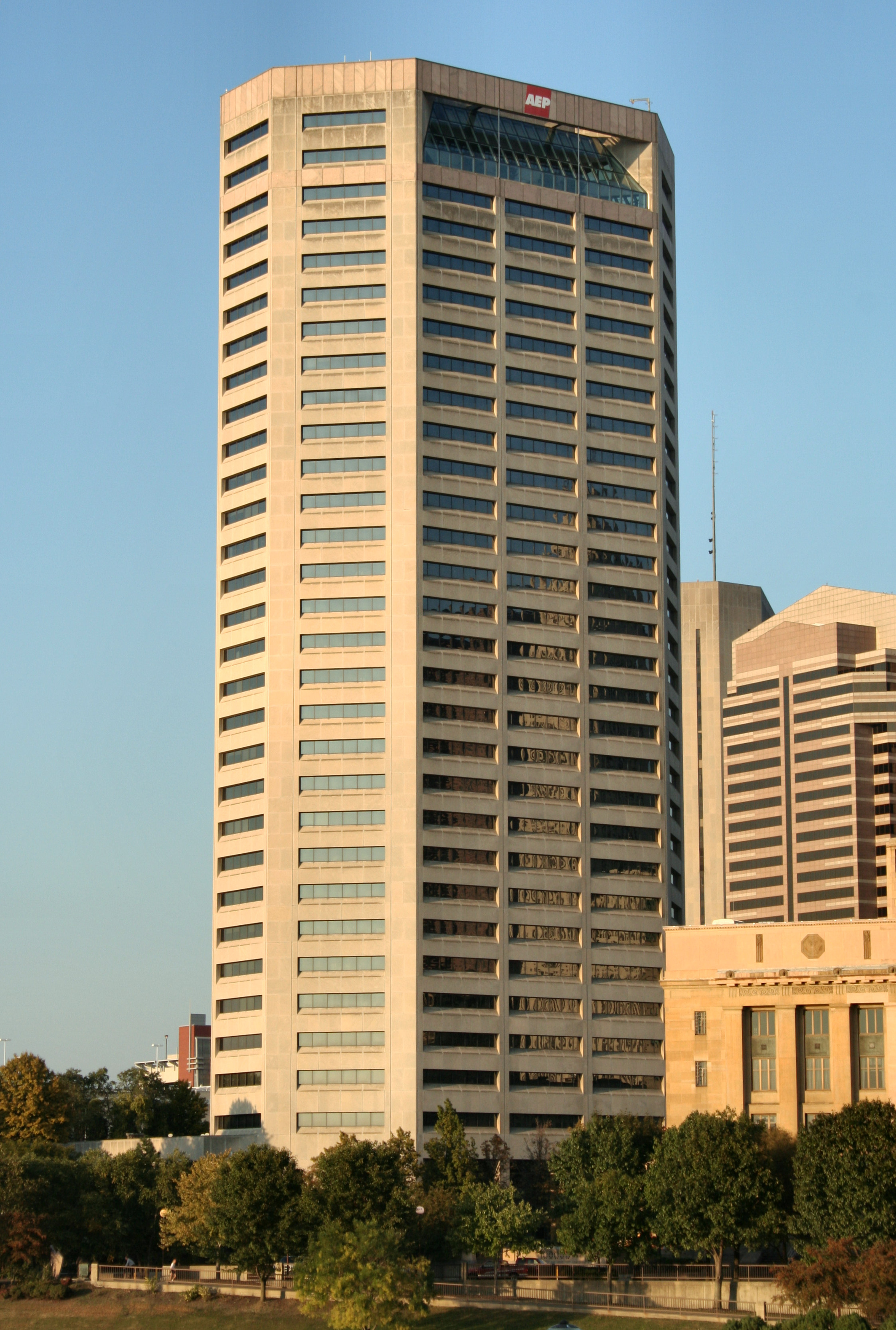
1 Riverside Plaza, siège social d'AEP, à Columbus, Ohio.

Le Political Economy Research Institute classe American Electric Power au 45e rang du classement des plus grandes entreprises émettrices de polluants atmosphériques aux États-Unis. Le classement est établi en fonction de la quantité (91 millions lb en 2005) et de la toxicité des émissions. Les principaux polluants émis par les installations d'AEP comprennent l'acide chlorhydrique et l'acide sulfurique, le chrome, le manganèse et le nickel. Globalement, les centrales thermiques comme celles d'AEP produisent près de « 70 pour cent des émissions de dioxyde de soufre chaque année et 30 pour cent des émissions d'oxydes d'azote ». Pris individuellement, ces polluants causent des problèmes respiratoires et autres maladies; lorsque combinées, elles provoquent les pluies acides, qui ont des conséquences à  long terme pour l'environnement en plus d'endommager les structures. L'Environmental Protection Agency a placé American Electric dans la liste des entreprises potentiellement responsables du site de déchets toxique Green River Disposal Inc., qui sera décontaminé grâce au Superfund.
AEP a également acquis la plus grande partie du village de Cheshire (Ohio) en 2002, en raison de la contamination provoquée par sa centrale Gavin, une centrale au charbon de 2 600 mégawatts.

### Infractions au Clean Air Act
Le 3 novembre 1999, le département de la Justice des États-Unis a déposé des poursuites contre AEP et six autres compagnies d'électricité pour des infractions en vertu du Clean Air Act. Le 8 octobre 2007, AEP a accepté d'installer des équipements de réduction des émissions d'une valeur de 4,6 milliards de dollars, en plus de verser une amende de 15 millions de dollars. Les équipements qui seront installée en vertu de l'entente devraient réduire les rejets de polluants atmosphériques de 813 000 tonnes par année, lorsqu'ils seront tous installés. L'accord intervenu impose des plafonds d'émissions à 16 centrales situées dans cinq états. Ces installations sont situées à Moundsville (2), Saint Albans, Glasgow, et à New Haven (2) en Virginie-Occidentale; à Louisa au Kentucky, à Glen Lyn et Carbo, en Virginie; à Brilliant, Conesville, Lockbourne et Beverly, en Ohio; et à Rockport et Lawrenceburg, en Indiana.

## Financement politique et lobbying
du Comité d'action politique d'AEP, American Electric Power Committee for Responsible Government, a augmenté ses contributions politiques depuis l'élection de 1998. En 2007-2008, les contributions du comité ont atteint 1,4 million de dollars. Cinquante-sept pour cent des contributions ont été versées à des candidats du Parti républicain. Toujours en 2008, American Electric Power augmenté de façon significative ses dépenses de lobbying, qui sont passées de 2 millions à plus de 11 millions de dollars. Cette augmentation s'explique par l'opposition de l'entreprise aux projets de loi sur le climat qui occupent l'avant-scène au Congrès.
En 2009, le directeur général d'AEP, Michael G. Morris, a contribué 100 000 dollars à American Solutions for Winning the Future, un organisme fondé par Newt Gingrich. Le groupe appuie l'expansion des forages pétroliers et s'oppose à des limites contraignantes d'émissions de gaz à effet de serre. American Electric Power est également membre du groupe American Coalition for Clean Coal Electricity, qui s'oppose aux politiques du président Obama en matière de climat et d'énergie propre.

## Actionnaires
Liste des principaux actionnaires au 14 octobre 2021.
| The Vanguard Group                                 | 7,85% |
| State Street Global Advisors (en) Funds Management | 4,88% |
| T. Rowe Price Associates (Investment Management)   | 4,63% |
| Wellington Management Company                      | 2,79% |
| Capital Research & Management                      | 2,71% |
| Franklin Advisers                                  | 2,50% |
| BlackRock Fund Advisors                            | 2,22% |
| Massachusetts Financial Services                   | 2,01% |
| Capital Research & Management (Global Investors)   | 1,62% |
| Geode Capital Management                           | 1,56% |